# Amaxia hebe
Amaxia hebe är en fjärilsart som beskrevs av William Schaus 1892. Amaxia hebe ingår i släktet Amaxia och familjen björnspinnare. Inga underarter finns listade i Catalogue of Life.